# Masai-apalis
De masai-apalis (Apalis stronachi, synoniem Apalis karamojae) is een zangvogel uit de familie Cisticolidae. Eerder was deze vogel een ondersoort van de karamoja-apalis (A. karamojae).

## Verspreiding en leefgebied
Deze soort komt voor in noordelijk Tanzania en zuidwestelijk Kenia.